# Joseph Richard
Joseph Richard (* 27. Mai 1829 in Arlesheim; † 7. Oktober 1898 ebenda) war ein Schweizer Politiker.

## Leben
Richard war im Jahr 1844 Gerichtsschreiber, 1846 Bezirksschreiber in Arlesheim, 1853 Sekretär am bernischen Regierungsstatthalteramt in Pruntrut und von 1854 bis 1866 erneut Bezirksschreiber in Arlesheim. In den Jahren der demokratischen Bewegung schloss sich Richard der Ordnungspartei, den sogenannten Anti, und dem Patriotischen Verein an, welche 1863 bis 1866 unter anderem die Vorherrschaft der Partei von Christoph Rolle im basellandschaftlichen Regierungsrat bekämpften. 
Von 1866 bis 1884 war Richard Regierungsrat und von 1884 bis 1896 Direktor der kantonalen Strafanstalt. Zudem sass er im Verwaltungsrat der Basellandschaftlichen Hypothekenbank sowie im Aufsichtsrat der Schweizerischen Lebensversicherungs- und Rentenanstalt in Zürich.